# Brzeźnica Bychawska-Kolonia
Brzeźnica Bychawska-Kolonia – kolonia w Polsce położona w województwie lubelskim, w powiecie lubartowskim, w gminie Niedźwiada.
| SIMC    | Nazwa     | Rodzaj        |
| ------- | --------- | ------------- |
| 0387230 | Ruski Las | część kolonii |

W latach 1975–1998 miejscowość należała administracyjnie do województwa lubelskiego.
Kolonia stanowi sołectwo gminy Niedźwiada. Według Narodowego Spisu Powszechnego z roku 2011 kolonia liczyła 402 mieszkańców.
Wierni Kościoła rzymskokatolickiego należą do parafii Najświętszej Maryi Panny Królowej Aniołów w Brzeźnicy Bychawskiej.